# Choranche
Choranche település Franciaországban, Isère megyében. Lakosainak száma 140 fő (2022. január 1.). Choranche Saint-Julien-en-Vercors, Châtelus, Pont-en-Royans, Presles, Rencurel és Saint-André-en-Royans községekkel határos.

## Népesség
A település népességének változása:
| Lakosok száma | 149  | 130  | 132  | 134  | 128  | 124  | 121  | 120  | 126  | 140  |
|               | 1968 | 1982 | 1990 | 2006 | 2013 | 2015 | 2017 | 2019 | 2020 | 2022 |